# Apogon cyanotaenia
 Apogon cyanotaenia és una espècie de peix de la família dels apogònids i de l'ordre dels perciformes.

## Hàbitat
És una espècie marina.

## Distribució geogràfica
Es troba a Indonèsia.